# Capul Greco

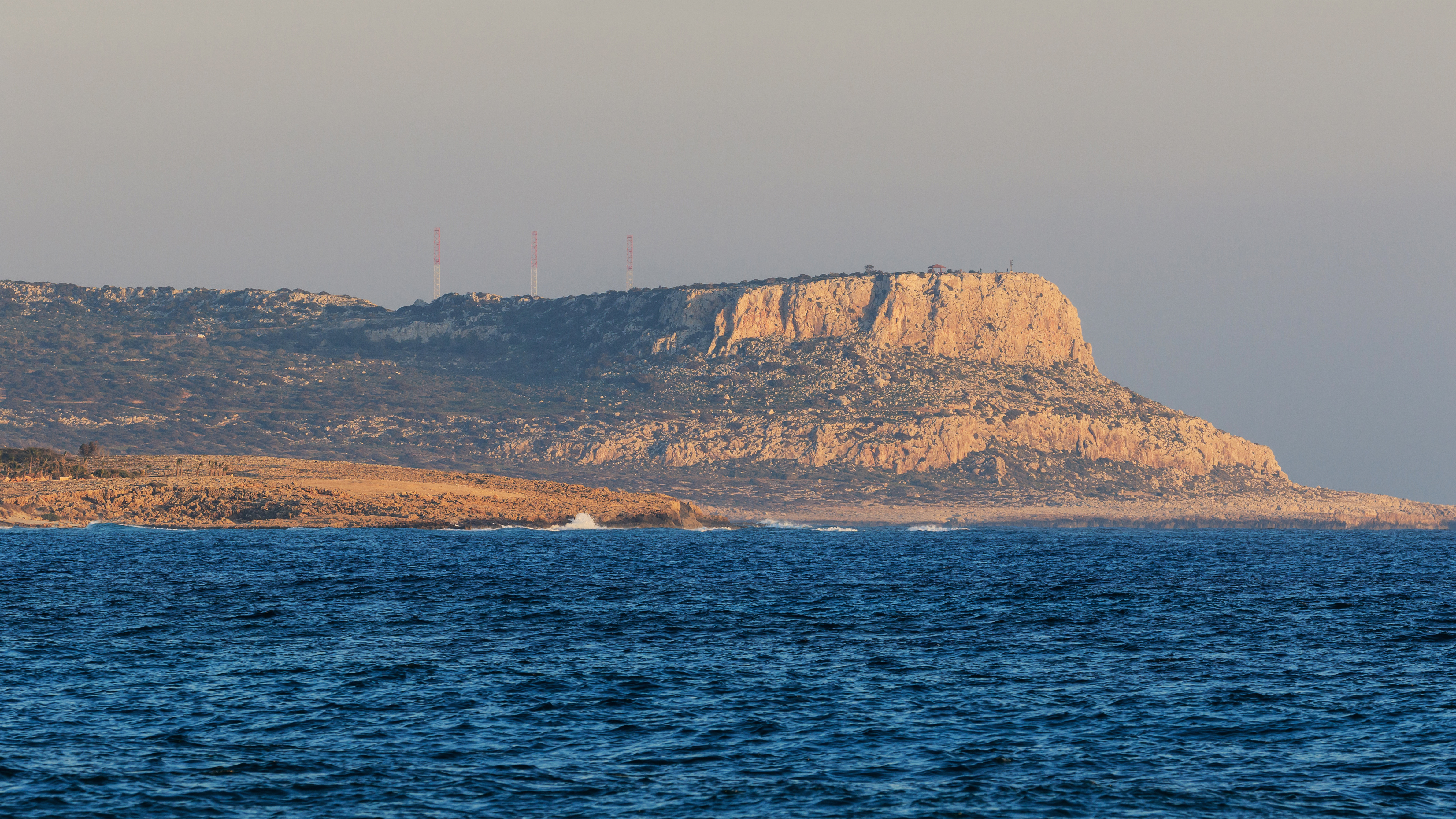
Capul Greco

Capul Greco, cunoscut de asemenea sub numele de Cavo Greco (italiană, greacă: Κάβο Γκρέκο „Capul Grec”), este un promontoriu în partea de sud-est a insulei Cipru. Este la capătul sudic al golfului Famagusta.
Acesta se află între orașele din Ayia Napa și Protaras, ambele din care sunt statiuni turistice populare. Acesta este frecvent vizitat de mulți turiști pentru frumusețea sa naturală. Este un parc natural protejat.